# Zalman Nechemia Goldberg
Zalman Nechemia Goldberg (hebrejsky זלמן נחמיה גולדברג‎; 28. ledna 1931, Minsk – 20. srpna 2020) byl izraelský rabín, posek a roš ješiva.
Goldberg pochází z litevskožidovské rodiny a je zetěm Šlomo Zalmana Auerbacha.

## Činnost
Goldberg je váženou autoritou v oblasti halachy a av bejt din Rabínského soudu v Jeruzalémě, kde vytvořil pravidla v záležitostech gitin (rozvod), ketubot (manželská smlouva), umělého oplodnění a přikázání pro život v Zemi izraelské. Společně s Mordechajem Willigem je spoluautorem židovské předmanželské smlouvy.
Goldberg je roš ješivou dvou škol: sadigurské chasidské ješivy a Jeruzalémské technologické univerzity (Machon lev). Je také ředitelem jeruzalémského Institutu pro studium halachy (Machon ijun ha-halacha). Široce se také angažuje v chabadnické ješivě Torat emet v Jeruzalémě ve věcech židovského práva.
Goldberg je také znám díky testům rabínských zkoušek semicha, které se často vykonávají souběžně s testy izraelského vrchního rabinátu.
V listopadu 2009 Goldberg napsal dodatek ke kontroverzní knize The King's Torah Jicchaka Šapiry. Svůj dodatek později odvolal se slovy, že kniha obsahuje tvrzení, která "nemají v lidském myšlení místo".